# Boeing Plant 2
Boeing Plant 2 est une usine de production de Boeing située aux environs de Seattle, dans le comté de King, dans l'État de Washington, aux États-Unis. Construite en 1936, elle a notamment produit des bombardiers B-17, B-29, B-47 et des B-52. La production d'avions civils a continué jusqu'en 1970.
Une des curiosités de cette usine est sa toiture, d'une surface de plus de 5 000 m2, sur laquelle avaient été installées de fausses rues et de fausses maisons en guise de camouflage; sa démolition a démarré en 2010.